# Codi binari
El codi binari és el sistema de codificació emprat per a la representació de textos, o processadors d'instruccions de computadora, utilitzant el sistema binari (sistema numèric de dos dígits, o bit: el "0" i el "1"). En l'àmbit de la informàtica i les telecomunicacions, el codi binari s'utilitza per a la codificació de dades, com a cadenes de caràcters o cadenes de bits. Per exemple, en el cas d'un CD, els senyals que reflecteixen el "làser" que rebota sobre el CD, seran rebuts per un sensor d'una forma diferent indicant així, si és un zero o un u.
En un codi binari d'ample fix, cada lletra, dígit, o altres símbols, estan representats per una cadena de bits de la mateixa longitud com un nombre binari que, en general, apareix en les taules en la notació octal, decimal o hexadecimal.
Segons Anton Glaser a History of Binary and other Nondecimal Numeration, els primers codis binaris es van utilitzar l'any 1932: C.E. Wynn-Williams ("Scale of Two"), posteriorment a l'any 1938: Atanasoff-Berry Computer, i al 1939: Stibitz ("excess three") el codi en Complex Computer.
És també habitual veure la paraula bit referida a, o bé l'absència de senyal, expressada amb el dígit "0", o bé referida a l'existència de la mateixa, expressada amb el dígit "1". El byte és un grup de 8 bits, és a dir, conté 256 possibles estats binaris.

## Característiques del codi binari

### Ponderació del codi binari
La majoria dels sistemes de numeració actuals són ponderats, és a dir, cada posició d'una seqüència de dígits té associat un pes. El sistema binari és, de fet, un sistema de codi de numeració posicional ponderat. No obstant això, alguns codis binaris, com el codi Gray, no són ponderats. És a dir, no tenen un pes associat a cada posició. Altres, com el mateix codi binari natural o el BCD natural sí que ho són.

### Distància
La distància és una característica que només es pot aplicar a les combinacions binàries. La distància entre dues combinacions és el nombre de bits que canvien d'una a l'altra. Per exemple: si tenim les combinacions de quatre bits 0010 i 0111 corresponents al 2 i al 7 en binari natural, es dirà que la distància entre elles és igual a dos ja que d'una a l'altra canvien dos bits.
A més, amb el concepte de distància es pot definir la distància mínima d'un codi. Aquesta no és més que la distància menor que existeixi entre dues de les combinacions d'aquest codi.

### Autocomplementarietat
Es diu que un codi binari és autocomplementari quan el complement a 9 de l'equivalent decimal de qualsevol combinació del codi pot trobar-se invertint els valors de cadascun dels bits (operació lògica unaria de negació) i el resultat continua a ser una combinació vàlida en el codi. Aquesta característica s'observa en alguns codis BCD, com el codi Aiken o el codi BCD excès 3. Els codis autocomplementaris faciliten les operacions aritmètiques.